# Léoville
Léoville är en kommun i departementet Charente-Maritime i regionen Nouvelle-Aquitaine i västra Frankrike. Kommunen ligger  i kantonen Jonzac som ligger i arrondissementet Jonzac. År 2022 hade Léoville 301 invånare.

## Befolkningsutveckling
Antalet invånare i kommunen Léoville
Referens:INSEE